# 스케일링

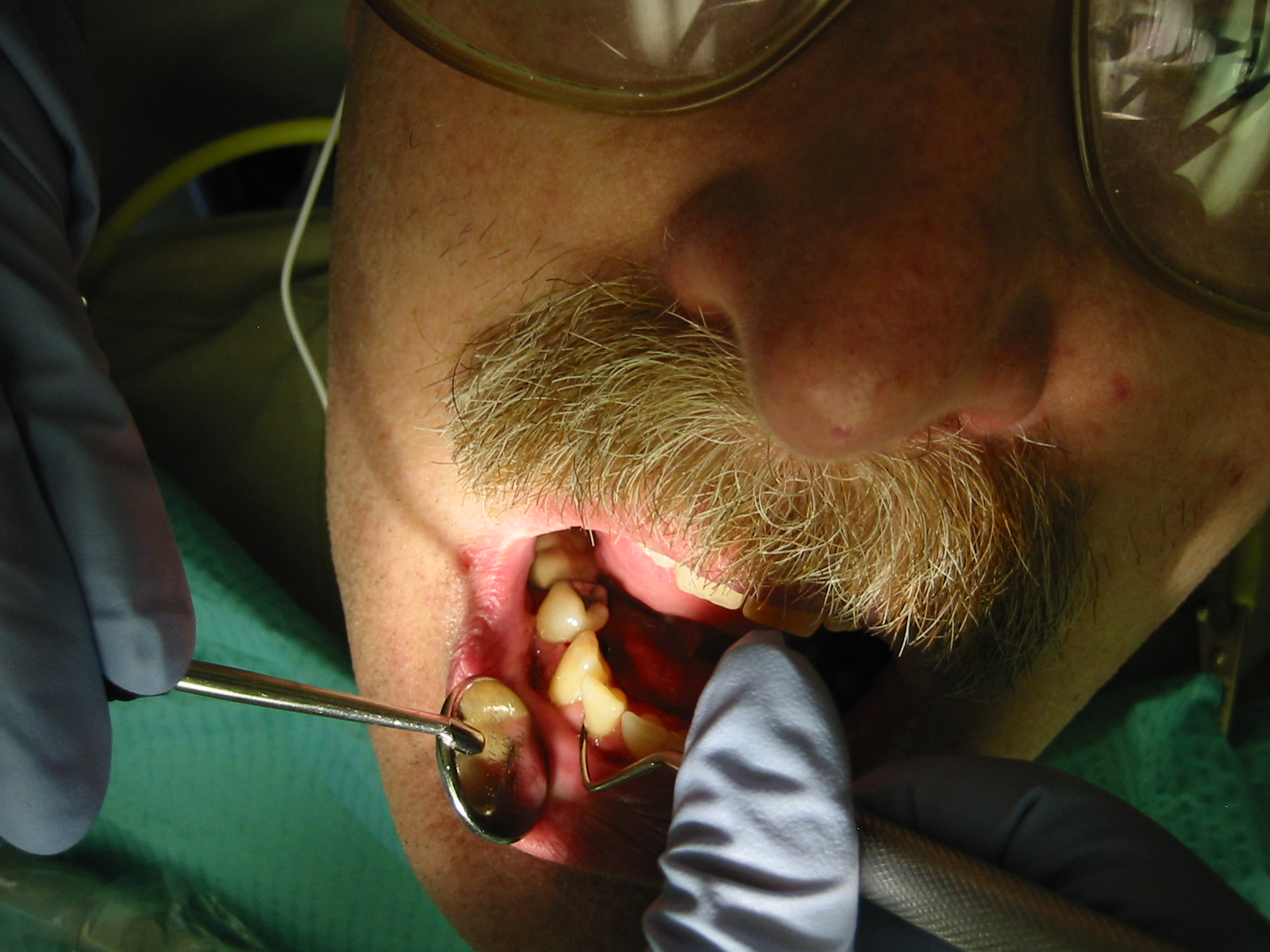
치과의가 환자의 이의 치석을 제거하고 있다.

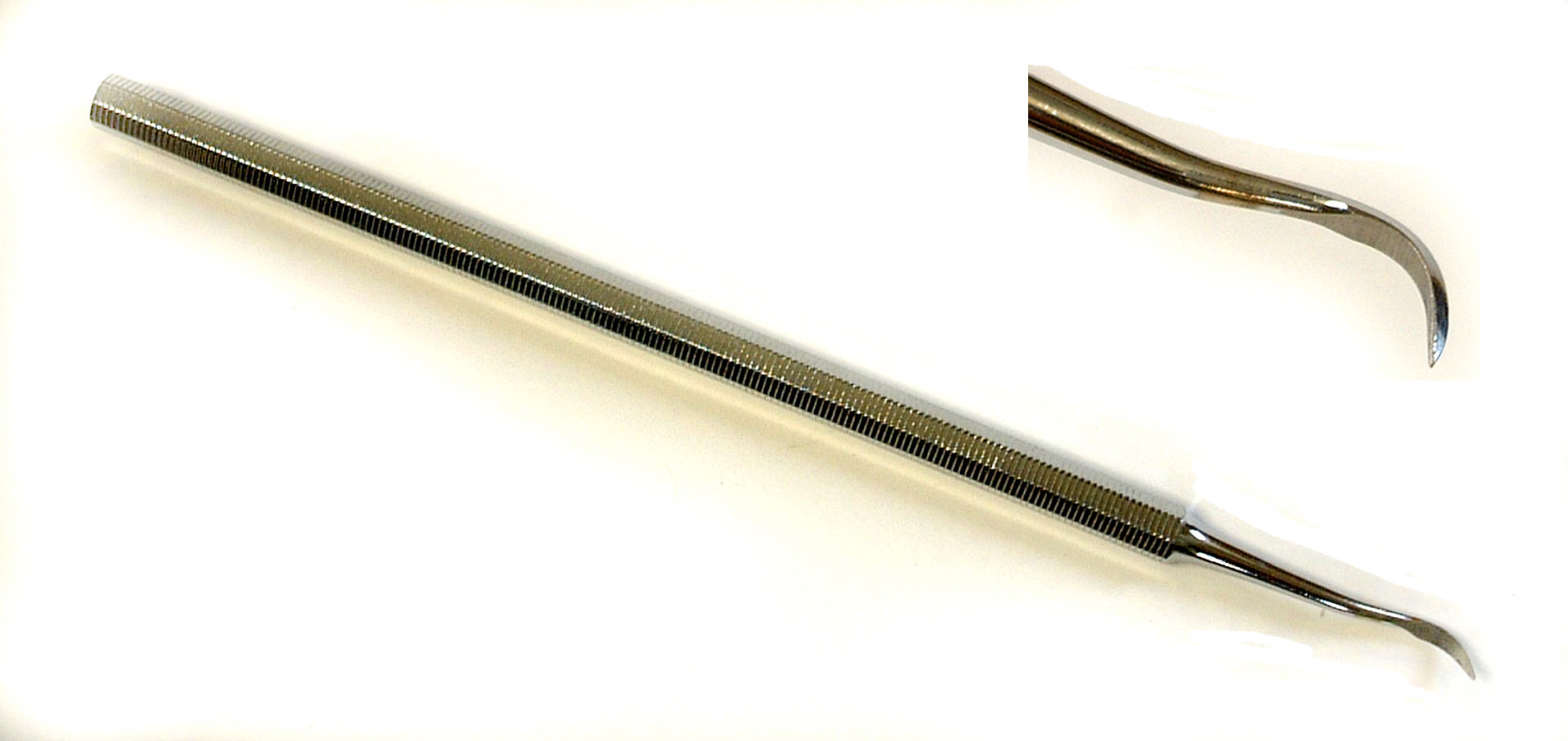
수동 스케일러

스케일링(tooth scaling)은 스케일러라는 기구를 이용하여 치석을 제거하는 것으로, 치은연상 치석 제거술(齒齦緣上齒石除去術)이라고 한다. 스케일링은 치은연 상방(잇몸에 덮이지 않아 육안으로 드러나는 부분)의 치석만 제거한다는 점에서 치근 활택술이나 치은 소파술과 비교된다.
스케일링은 치태, 또 그것의 산물과 치석 등 염증을 일으키는 병인체를 제거하여, 치주 조직의 파괴를 예방하고 회복을 돕는다.
스케일링 도구를 가리키는 스케일러(scaler)에는 수동 스케일러(hand scaler), 초음파 스케일러(ultrasonic scaler)가 널리 쓰이며, 치석이 붙은 상황과 부위 등에 따라 구분하여 사용할 수 있다.
대한민국에서 치과위생사는 치과의사의 지도 아래 스케일링을 실시할 수 있다.

## 같이 보기
- 치석
- 치주염